# アレクサンドラ・パシンコワ
- アレクサンドラ・パースィンコワ

アレクサンドラ・パシンコワ（ロシア語: Александра Аркадьевна Пасынкова, ラテン文字転写: Aleksandra Arkad'evna Pasynkova, 女性、1987年4月14日 - ）は、ロシアのバレーボール選手。エカテリンブルク出身。ポジションはウィングスパイカー。ロシア代表。

## 来歴
2005年、ロシア代表に初選出される。同年のボリス・エリツィン杯で代表デビューした。2008年、北京オリンピックの代表12名に選ばれ、本大会に出場した。
その後は肩の故障により手術を受け、所属チームのウラロチカ・エカテリンブルクではリベロで試合に出ていたときもあった。
2013年、5年ぶりに代表に復帰した。同年のモントルーバレーマスターズで準優勝、欧州選手権で優勝を果たした。同年11月のワールドグランドチャンピオンズカップでは4位となった。
2014年、ワールドグランプリで銅メダルを獲得、世界選手権では攻守に活躍し5位となった。

## 球歴
- オリンピック - 2008年
- 世界選手権 - 2014年
- ワールドカップ - 2015年
- 欧州選手権 - 2013年
- グラチャン - 2013年
- ワールドグランプリ - 2013年、2014年、2015年

## 所属クラブ
- ウラロチカ・エカテリンブルク（2003-2014年）
- ディナモ・クラスノダール（2014-2016年）
- Sakhalin Yuzhno-Sakhalinsk（2016-2017年）
- Proton Saratov（2017-2018年）
- ディナモ・カザン（2018-2019年）